# Камилуча-Ка Гало (Римини)
Камилуча-Ка Гало је насеље у Италији у округу Римини, региону Емилија-Ромања.
Према процени из 2011. у насељу је живело 208 становника. Насеље се налази на надморској висини од 59 м.